# Escuela Superior de Arte Dramático de Murcia

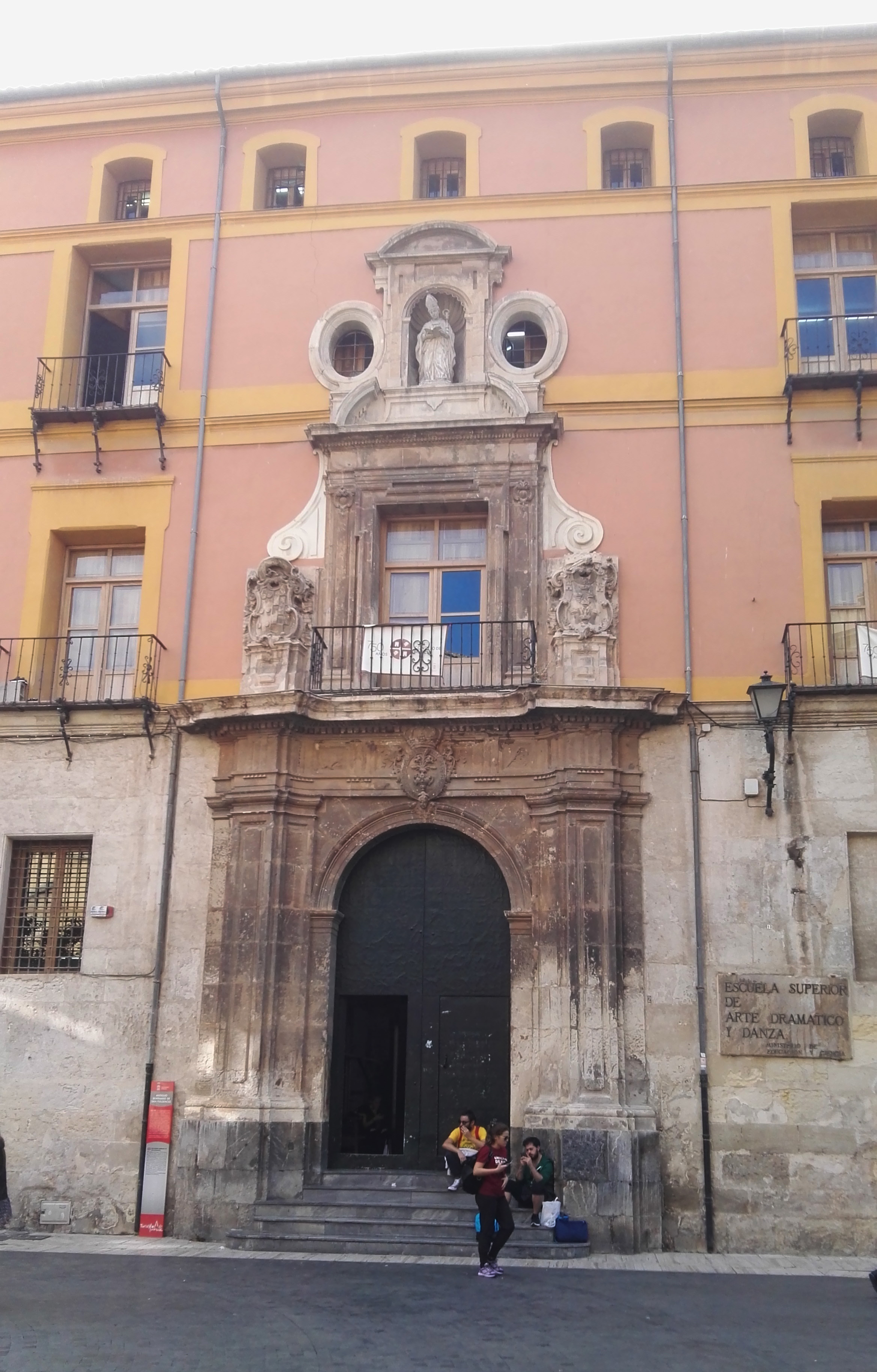
Escuela Superior de Arte Dramático

La Escuela Superior de Arte Dramático (ESAD) es una institución pública de enseñanzas teatrales situada en Murcia, España. Se fundó en 1918.

## Historia
La Escuela Superior de Arte Dramático de Murcia está situada en el centro histórico de la ciudad, formando parte de un conjunto histórico-artístico único, formando parte de éste la Catedral, el Palacio Episcopal y el Ayuntamiento.
Es un centro público dependiente de la Consejería de Educación y Cultura de la Región de Murcia. 
Durante cuarenta años había un único centro en el que estaban aglutinadas la Música, la Danza, el Arte Dramático y el Canto. 
En 1982 se produce la separación de estas enseñanzas, quedando por un lado el Conservatorio Superior de Música, y por otro la Escuela Superior de Arte Dramático y Danza. Cuando se produce la separación de las enseñanzas, el entonces Ministerio de Educación y Ciencia adquiere este edificio para albergar esta Escuela. 
En noviembre de 1993, se separan las disciplinas de Arte Dramático y de Danza académicamente, pero no físicamente, pues actualmente continúan compartiendo edificio. En 2017 se anunció que las enseñanzas de Danza pasarían a otro edificio a partir del 2019.
Los días 9 y 10 de octubre de 2017, la ESAD acogió las I Jornadas Nacionales sobre Artes Escénicas, Inclusión social y Salud Mental.

## Planes de estudios
La ESAD proporciona estudios de Dirección Escénica y Dramaturgia, los cuales permiten desarrollar actividades profesionales en el campo de la dirección de espectáculos y eventos tanto en artes escénicas como audiovisuales, trabajar en guiones y adaptaciones teatrales y audiovisuales, trabajar en la gestión cultural o en la producción.
Los alumnos que cursan Interpretación desarrollan, mediante la elección de asignaturas optativas, una orientación a partir de sus propios intereses:
a) Interpretación de creación: orientada a la formación de actores donde el movimiento y la creatividad son fundamentales en la interpretación.
b) Interpretación musical: orientada a la formación de actores donde la música, el canto y la danza son las herramientas de la interpretación.
c) Interpretación textual: orientada a la formación de actores donde el discurso textual es el soporte de la interpretación.

## Departamentos
- Cuerpo
- Dirección
- Escritura y Ciencias Teatrales
- Interpretación
- Plástica
- Voz y Lenguaje

- Datos: Q20862400